# 柯登堡圣雅格伯教堂

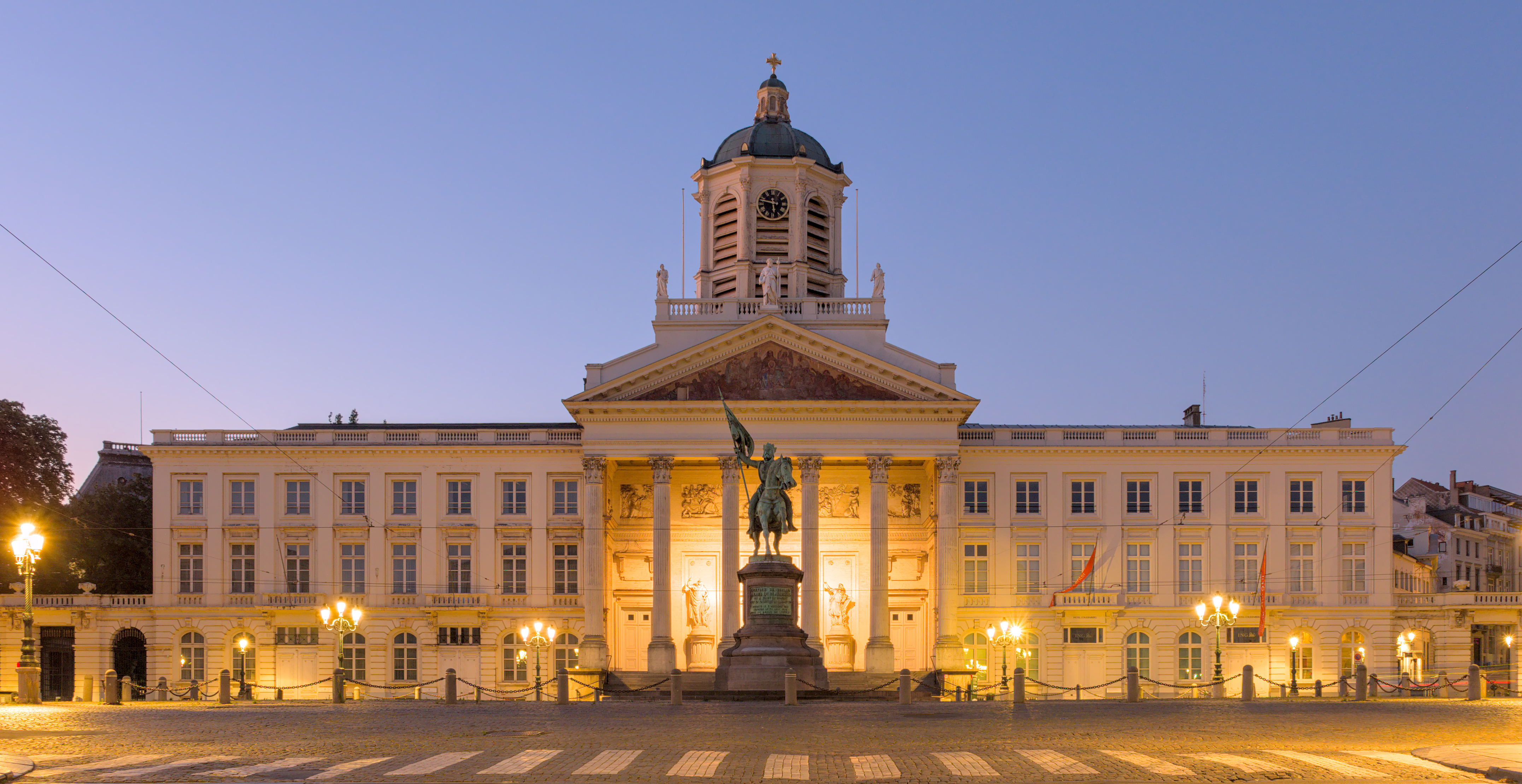
黎明时分的圣雅伯教堂

柯登堡圣雅格伯教堂（法語：Église Saint-Jacques-sur-Coudenberg）建于1776－1787年，是环绕布鲁塞尔皇家广场的9座新古典主义建筑之一。柯登堡（Coudenberg）具有天主教礼拜的悠久历史。